# مالین
مالین (اوکراینی: Ма́лин) شهری در استان ژیتومیر در کشور اوکراین است. جمعیت این شهر ۲۵,۵۸۷ نفر (۲۰۲۱ تخمینی) است.